# Ángulo de Cobb

Medición del ángulo de Cobb en una escoliosis izquierda.

El ángulo o índice de Cobb es un método utilizado en medicina y fisioterapia para medir deformidades de la columna vertebral en los planos frontal y sagital en una radiografía. Este generalmente se utiliza en el diagnóstico de escoliosis, aunque también existe una forma adaptada para la medición de la cifosis patológica. Se trata del gold standard actual para la medición de curvas escolióticas.
El método fue descrito por primera vez por el cirujano John Robert Cobb.
La medición en un radiografía se hace trazando dos líneas paralelas a las superficies de los cuerpos vertebrales donde comienza y termina la deformidad, siendo esta superior a la vértebra más alta de la curvatura e inferior a la más baja. Posteriormente, estas líneas se continúan hasta el punto en el que forman un ángulo, cuya medición mediante transportador de ángulos da una cifra que determina el ángulo de Cobb. Se definen como escolióticas aquellas curvaturas superiores a los 10°.
La clasificación de la severidad de la escoliosis en cuanto a su ángulo de Cobb varía significativamente según los estudios. Los valores aproximados que se utilizan son los siguientes:
| Tipo de escoliosis | Ángulo de Cobb |
| ------------------ | -------------- |
| Leve               | 10-24°         |
| Moderada           | 24-50°         |
| Grave              | >50°           |

Los sujetos con un ángulo de Cobb mayor a 60° muestran restricciones funcionales severas en la respiración. Aquellos con curvaturas de entre 20° y 45° pueden encontrar limitada su capacidad ventilatoria máxima, que se manifiesta en dificultades en la realización de ejercicio físico muy demandante.
El error en la medición del ángulo de forma manual suele estar entre 2° y 7° de curvatura de la columna. La medición del ángulo de forma digital ofrece la misma fiabilidad respecto a las mediciones manuales estandarizadas por expertos.